# Dišu tišinoj
Dišu tišinoj (in russo: Дышу тишиной; in italiano: Io respiro il silenzio) è il terzo album del cantautore russo Nikolaj Noskov, pubblicato nel 2000.
I brani del disco sono tutti scritti dallo stesso Noskov.

## Tracce
1. Дышу тишиной (Dišu tišinoj) - 3:57
2. Зимняя ночь (Notte d'inverno) - 3:46
3. Романс (Romance) - 4:58
4. Это здорово (Eto zdorovo) - 4:11
5. Исповедь (Ispoved') - 3:38
6. Снег (Sneg) - 4:54
7. Доброй ночи (Buona notte) - 5:06
8. Дай мне шанс (Daj mne šans) - 4:56
9. Узнать тебя (Uznat' tebja) - 5:13
10. Мой друг (Moj drug) - 4:59
11. В рай (In paradiso) - 3:48

## Formazione
- Sergej Slobodin - basso
- Rostislav Sazonov - clarinetto
- Anton Korolev - flauto
- Vasiliy Krachkovskiy - mastering
- Andrej Feropontov - trombetta
- Eduard Hripunov - chitarra
- Taras Zolot'ko - oboe
- Nikolaj Xenophontov - percussioni
- Oleg Muhin - batteria
- Alexander Lavrov - direttore d'orchestra per tastiera, organo e clavicembalo
- Musica Viva - orchestra